# Яковлево (Оренбургская область)
Я́ковлево — село в Северном районе Оренбургской области России. Входит в состав Новодомосейкинского сельсовета.

## География
Село находится в северо-западной части Оренбургской области, в пределах Бугульминско-Белебеевской возвышенности, в степной зоне, на берегах реки Сула, на расстоянии примерно 35 км (по прямой) к северо-востоку от села Северное, административного центра района. Абсолютная высота — 246 м над уровнем моря.
Климат
Климат характеризуется как континентальный с продолжительной морозной зимой, тёплым летом и относительно короткими весной и осенью. Продолжительность безморозного периода составляет 115—125 дней. Среднегодовое количество атмосферных осадков превышает 400 мм.
Часовой пояс
Село Яковлево, как и вся Оренбургская область, находится в часовой зоне МСК+2. Смещение применяемого времени относительно UTC составляет +5:00.

## История
До упразднения уездно-губернского деления входило в состав Дымской волости Бугульминского уезда Самарской губернии.
Владел селом Яковлевка, с 1850‑х гг. — д. Глумилино, Михаил Васильевич Глумилин, надворный советник, дворянского рода — владельцев деревень.
В советские годы село возглавляло Яковлевский сельсовет.

## Население
| 2010 |
| ---- |
| 183  |

Половой состав
По данным Всероссийской переписи населения 2010 года, в половой структуре населения мужчины составляли 53 %, женщины — соответственно 47 %.
Национальный состав
Согласно результатам переписи 2002 года, в национальной структуре населения русские составляли 67 % из 288 чел.

## Инфраструктура
Личное подсобное хозяйство с зоной сельскохозяйственного использования, индивидуальная застройка усадебного типа.
Основа экономики — сельское хозяйство.
Яковлевский ФАП.

## Достопримечательности, памятные места
Памятник, мемориал «Воину-танкисту».

## Транспорт
Согласно справочнику «XXXVI. Самарская губерния. Список населённых мест по сведениям 1859 года» село владельческое Яковлево (Богородское) находилось «по левую сторону упраздненного Оренбургского почтового тракта».